# Coryphaenoides yaquinae
Coryphaenoides yaquinae är en fiskart som beskrevs av Akitoshi Iwamoto och Stein, 1974. Coryphaenoides yaquinae ingår i släktet Coryphaenoides och familjen skolästfiskar. Inga underarter finns listade i Catalogue of Life.